# Língua haya
A língua haya (OluHaya, em suaíli:kihaya) é uma língua nigero-congolesa falada pelo povo haya da Tanzânia, no sul e no sudoeste do Lago Victoria. Em 1991, a população dos falantes do haya foi estimada em 1,200,000 pessoas .
Maho (2009) classifica JE221 Rashi como o mais próximo de Haya. Não tem código ISO 639-1 ou ISO 639-2, mas está incluído em ISO 639-3 como hay.

## Escrita
A forma do alfabeto latino usado pelo Haya não apresenta as letras Q, V, X. Usam-se as formas Ny, Sh.

## Fonologia

### Consoantes
|                   |           | Labial | Alveolar | Palatal | Velar | Glotal |
| ----------------- | --------- | ------ | -------- | ------- | ----- | ------ |
| Nasal             | Nasal     | m      | n        | ɲ       |       |        |
| Plosiva/ Africada | surda     | p      | t        | t͡ʃ      | k     |        |
| Plosiva/ Africada | sonora    | b      | d        | d͡ʒ      | ɡ     |        |
| Fricativa         | surda     | f      | s        | ʃ       |       | h      |
| Fricativa         | sonora    |        | z        |         |       |        |
| Semivogal         | Semivogal |        | l        | j       | w     |        |

### Vogais
|         | Anterior | Central | Posterior |
| ------- | -------- | ------- | --------- |
| Fechada | i iː     |         | u uː      |
| Medial  | e eː     |         | o oː      |
| Aberta  |          | a aː    |           |

Quando uma vogal alta /i, u/ precede uma vogal não alta, ela é percebida como um som aproximante [j, w].

### Tons
Dois tons estão presentes em Haya; alto /v́/ e baixo /v̀ /.

## Amostra de texto
João 1:1-4
1.	Orwa mbere na mbere Kigambo akashangwaho. Kigambo ogwo hakaba ajwangaine na Ruhanga, mara Kigambo hakaba ali Ruhanga.
2.	Orwa mbere na mbere akashangwa ali hamoi na Ruhanga.
3.	Ebintu byona bikatondwa omuli wenene; kandi omu byakatonzirwe byona taliho kintu na kimoi ekitatonzirwe omuli wenene.
4.	Omuli Kigambo ogwo hakaba alimu oburora, mara oburora obwo nibwo bwabaire mushana gw'abantu.

Português

1. No princípio era o Verbo, e o Verbo estava com Deus, e o Verbo era Deus.
2. O mesmo estava no princípio com Deus.
3. Todas as coisas foram feitas por ele; e sem ele nada do que foi feito se fez.
4. Nele estava a vida; e a vida era a luz dos homens.